# Önbeteljesítő jóslat
Az önbeteljesítő jóslat olyan jóslat, amely közvetlenül vagy közvetve valóra váltja önmagát a hatásain keresztül. Bár a példák ilyen jóslatokra megtalálhatóak akár az ókori görög és indiai irodalomban is, a 20. századi Robert K. Merton szociológustól származik az "önbeteljesítő jóslat" kifejezés, formálissá szerkezetének és következményei leírása.
|  | „Az önbeteljesítő jóslat egy kezdetben hamis állítás, amely változást idéz elő a viselkedésben, és ez változás az eredeti hamis állítást végül valóra váltja.” |
|  | |

Más szóval az igazságként kezelt jóslat, amikor azt ténylegesen valótlan volt eléggé befolyásolta az embereket akár félelemmel vagy logikai zavarral, hogy a reakciók végül teljesítsék az egykor hamis jóslatot.

## A koncepció története
Robert K. Merton önbeteljesítő jóslat fogalma a Thomas-tételből ered, amely kimondja: "Ha az emberek egy szituációt valósként határoznak meg, akkor annak következményei valósak lesznek."
Thomas szerint az emberek nem csupán azokra a helyzetekre reagálnak, amelyekben vannak, hanem gyakran arra is ahogy értelmezik a helyzetet és hogy milyen jelentést tulajdonítanak ennek, ezért viselkedésüket részben a felfogásuk és a helyzetnek tulajdonított jelentés határozza meg, nem pedig a helyzet maga. Miután az emberek meggyőződtek a helyzet jelentése felől, függetlenül attól, hogy valódi-e vagy sem, nagyon is valós intézkedések születnek.
Merton egy lépéssel tovább vitte a fogalmat, és alkalmazta a legújabb társadalmi jelenségekre. Társadalomelmélet és társadalmi struktúra című könyvében kitalál egy fiktív bankot, amelyet Cartwright Millingville vezet. Ez egy tipikus bank, és Millingville becsületesen és nagyon jól vezeti. Ennek eredményeként, mint minden bank, hogy van némi készpénze, de a legtöbb értéke különböző vállalkozásokban van befektetve. Aztán egy nap hirtelen rengeteg ügyfél jön a bankba ismeretlen okból. Más ügyfelek is kezdenek aggódni a sok ügyfelet látva a bank körül. Hamis pletykák terjednek, hogy valami baj van a bankkal és az ügyfelek rohannak a bankba, hogy megpróbálják valamennyi pénzüket visszakapni, ameddig lehet. Az ügyfelek száma a bankban egyre nő, mint ahogy a bosszúság és idegesség is, ami segíti a hamis híreszteléseket a bank fizetésképtelenségéről és a küszöbön álló csődről, ami még több ügyfelet késztet arra, hogy jöjjön és próbálja visszakapni a pénzét. Aznap elején – ami az utolsó Millingville bankjának – a bank nem volt fizetésképtelen. De a fizetésképtelenség híre miatt hirtelen túl sok ügyfél viszi el a pénzét, amit nem lehet kielégíteni, így a bank fizetésképtelenné válik, és megállapítja a csődöt.

## Példák az irodalom, a média és a művészetek területéről
Az irodalom az önbeteljesítő jóslatokat gyakran használja az történet mozgatórugójaként. Nem csak az évezredes történetek használják előszeretettel, de nagy népszerűségre tett szert a sci-fi műfajon belül is. Ezek tipikusan ironikus művek, a megjövendölt eseményeket a jóslat elleni intézkedések indítják el. Gyakran fordul elő komikus kontextusban is.

### Klasszikus példák
Sok mítosznak, legendának és mesének, amelyek célja hogy bemutassa a görög világnézetben alapvető elkerülhetetlen sorsot, ez a központi eleme. A közös motívum a gyermek, akár újszülött vagy még meg sem fogant, a jóslat szerint okoz valamit, amit a hatalmon lévők nem szeretnénk, hogy megtörténjen. Ez lehet a hatalom birtokosának halála, vagy könnyed változatban gyakran a házasság egy szegény vagy alacsonyabb rangú gyermek az házassága az övével. Az események mégis az elkerülő intézkedések eredményeként következnek be: gyakran a gyermek elhagyása indítja el az események láncolatát.

#### Görög

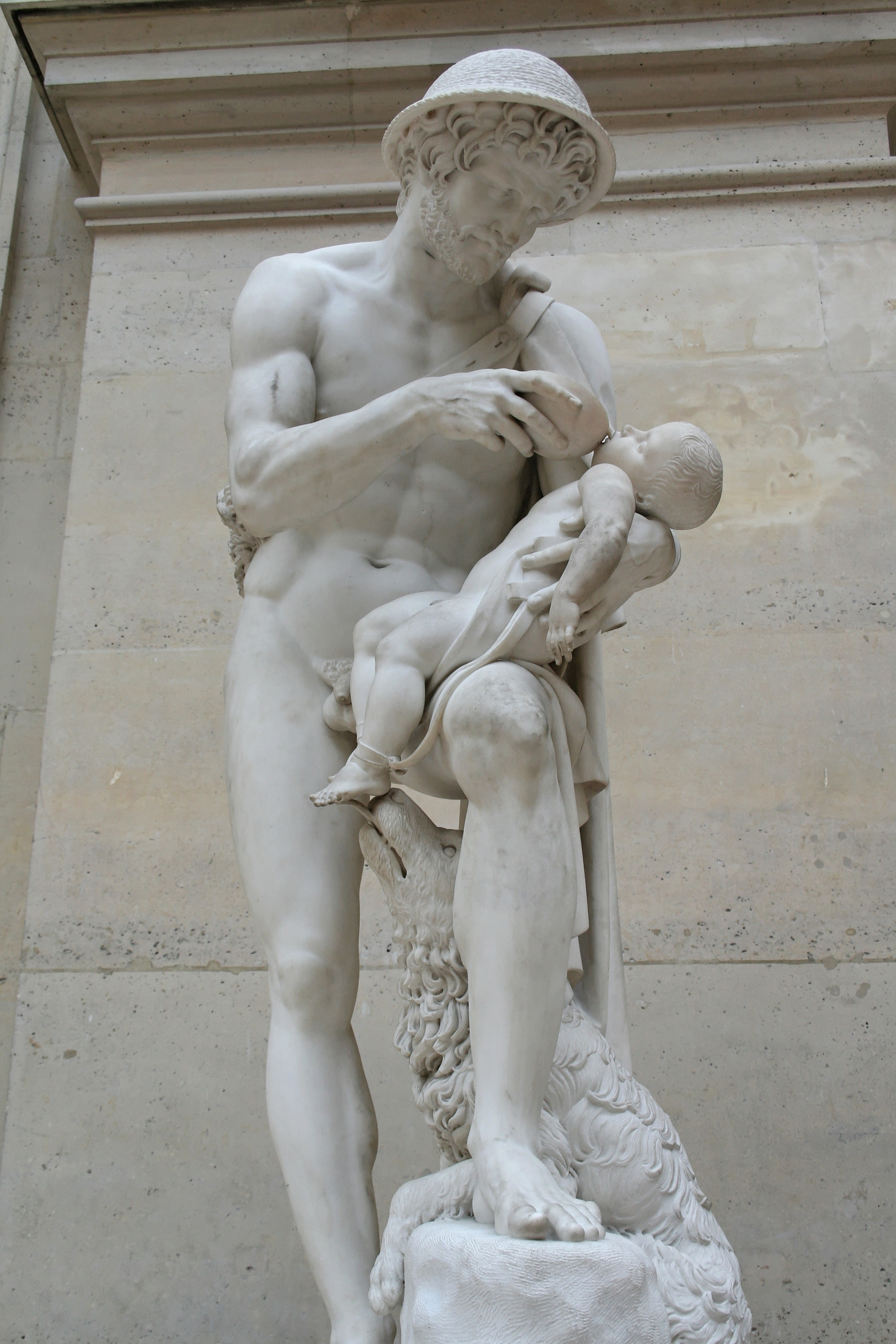
Oidipusz Phorbas karjaiban.

A legismertebb példa a görög Ödipusz legenda. Laius, miután figyelmeztették, hogy a gyermeke egy nap megöli, elhagyja újszülött fiát, Oidipuszt, de mások megtalálták és felnevelték, így nem ismerte igazi eredetét. Amikor felnőtt, Oidipuszt figyelmeztették, hogy megöli apját és feleségül veszi anyját. Abban a hitben, a nevelőszülők az igazi szülei, elhagyta otthonát és Görögországba utazott, végül elérte a várost, ahol a biológiai szülők éltek. Ott harcba keveredett egy idegennel, aki az apja, megölte őt, és feleségül vette özvegyét, saját anyját.
Az önbeteljesüléshez nem feltétlenül szükséges viszont, hogy a jóslatot megpróbálják elkerülni. Például amikor azt jósolták hogy Zeusz megdönti az apja, Cronos hatalmát és elfoglalja trónját, mint az istenek királya, Zeusz háborút indít és így próbálja teljesíteni ezt a próféciát. Ez teszi a jóslatot egy önbeteljesítővé, mert maga a jóslat volt az, ami az ötletet adta.
A másik példa Ovidius költeményében szereplő Pügmalión, aki beleszeret saját szobrába, és a szobrász imáját meghallgatva a szobrot az istenek életre keltik. Bernard Shaw színművében a nyelvtudós Dr. Higgins vállalja fel, hogy megtanít a szép beszédre egy kemény londoni dialektusban beszélő virágáruslányt. Lisa Doolittle-t fél év múlva az úri társaság egyöntetű véleménye tökéletesen beszélő idegen, erdélyi hercegnőnek tartja. Ha tehát nagyon bízunk valaki tehetségében (vagy más tulajdonságában) akkor a következmények visszaigazolják az elvárásainkat. A Pügmalión-jelenséget elsősorban a pedagógiában említik, mint a gyerekek "beskatulyázását" jó vagy rossz tanulóként.

#### Római
Romulus és Remus története egy másik példa. A legenda szerint egy férfi legyőzi fivérét, a királyt. Ezért a király elrendeli, hogy a két unokaöccsét, Romulust és Remust fojtsák vízbe, attól tartva, hogy egy nap megölik őt, mint ő a testvérét. A fiúkat egy kosárban a Tiberis folyóba dobták. Egy nőstény farkas megtalálta a csecsemőket és felnevelte őket. Később egy pásztor találta meg az ikreket és elnevezte őket Romulusnak és Remusnak. Mint tinédzserek, megtudták, hogy kik valójában. Megölték a nagybátyjukat, beváltva a jóslatot.

#### Angol
Shakespeare Macbeth című darabja egy másik klasszikus példa önbeteljesítő jóslatra. A három boszorkány azt jósolja Macbethnek, hogy a Macbeth végül király lesz, de a legjobb barátja leszármazottja lesz az utóda, nem pedig a sajátja. Macbeth igyekszik a jóslat első felét valóra váltani, míg saját vérvonalát próbálja a trónon tartani a barátaié helyett. A prófécia hatására megöli a királyt és barátját, amit egyébként nem tett volna meg. A végén a gonosz tetteinek következtében meghal egy forradalomban.
A későbbi jóslat: "Óvakodj Macduff-tól" szintén egy önbeteljesítő jóslat. Ha Macbeth nem kapja ezt a jóslatot, akkor talán nem tekinti Macduff-t fenyegetésnek, nem pusztítja el családját és így Macduff sem állt volna rajta bosszút.

#### Orosz

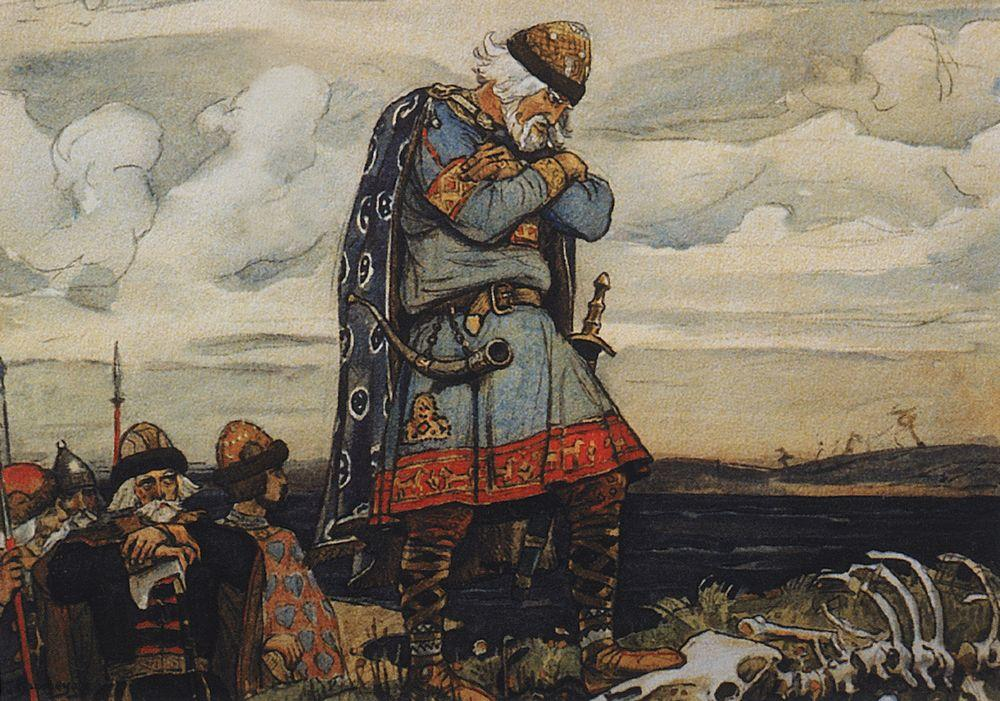
Oleg és lovának maradványai

A novgorodi Oleg egy herceg volt, aki a rusz népen uralkodott a X. század elején. A régi keleti szláv krónikák szerint a pogány papok megjósolták, hogy Oleg halálát az ő lova hozza majd. Ennek elkerülése érdekében elküldte a lovat. Sok évvel később megkérdezte, hol a ló, és azt mondták, hogy elpusztult. Látni akarta a maradványait, és elvitték arra a helyre, ahol a csontok hevertek. Amikor megérintette a ló koponyáját a csizmájával, egy kígyó kúszott elő a koponyából és megmarta. Oleg meghalt, így beváltva a jóslatot. Az Első Krónika szerint Oleg prófétaként ismert, ironikusan utalva a halála körülményeire. A történet romantikus feldolgozása Alexander Puskin "Ének a Bölcs Olegről" balladája. A skandináv hagyományokban ez a legenda az Orvar-Odd sagában él tovább.

### Modern

#### Filmek
- A Csillagok háborúja sorozat legtöbb része önmagát beteljesítő jóslat köré épül. A fő karakter, Anakin Skywalker egy álmot lát, amelyben a felesége, Padmé Amidala meghal. Keresi a módját, hogy megmentse, és kétségbeesésében szövetségre lép a gonosz Sith nagyúrral. Azonban Anakin gonosszá válása öli meg Padmét végül. Csak akkor teljesíti be a jóslatot, miszerint elpusztítja a Sith-t, amikor találkozik fiával.
- Az 1999-es Mátrix erősen az önbeteljesítő jóslatok elképzelésre épít. Az egyik közvetlenül felismerhető jelenet az, amikor Morpheus az Orákulumhoz vezeti Neot. Amikor Neo megy be beszélni, az Orákulum, azt mondja: "Megkérnélek, hogy ülj le, de te jobban szeretnél állni. Ne aggódj a váza miatt." Neo meglepődve kérdezi "Milyen váza?" és megfordul, hogy lássa miről beszélhet, és ekkor lever egy vázát, ami a pulton volt mellette és összetöri. Neo bocsánatot kér, majd az Orákulum emlékezteti őt, hogy semmi baj. Neo megkérdezi, hogy honnan tudta, amire az Orákulum így válaszol: "A fontosabb kérdés: összetört volna akkor is, ha én nem mondtam volna semmit?"
- Az 1995-ös Tizenkét majom című filmben a Bruce Willis által megformált Cole visszatér az időben 2035-ből, hogy megakadályozza a világ népességének elpusztulását. Az egész film alatt látunk visszatekintéseket Cole gyerekkori élményéről, amelyben egy embert agyonlő egy repülőtér biztonsági őre. A film alatt rájövünk, hogy Cole minden lépése, hogy megállítsa a pusztítás feltételezett felelősét, valójában lehetővé teszi az igazi felelős megjelenését. A film utolsó jelentében az is kiderült, hogy Cole maga az az ember, akit saját gyerekkorában a repülőtéren meghalni látott, míg a pusztítás felelőse észrevétlenül megszökik.

## Valós életből vett példák
- 1940 januárjában a pánafrikanista Marcus Garvey agyvérzést kapott. Bár túlélte, a Chicago Defender tévedésből közzétett egy nekrológot amely úgy írta le, mint "törött, magányos és népszerűtlen". Garveyt annyira lesújtotta, hogy elszenvedett egy második agyvérzést is, és meghalt – ezzel igazzá téve a gyászjelentést.
- Moore törvénye egy önbeteljesítő jóslattá válhat, mivel a számítógépek a technológiai fejlődésének annyira jól ismert előrejelzése, hogy a számítógép-ipar szándékosan továbbra is megfelel a törvénynek, amit egyébként nem tenne.
- Richard Wiseman az önbeteljesítő jóslatok a szerepével foglalkozik az emberi pszichológia területén. Például az a személy, aki arra számít, hogy az emberek barátságosak, esetleg többet mosolyog és így többen mosolyognak rá, míg egy személy, aki szerencsésnek tartja magát, több téren próbálhatja ki szerencséjét és így növeli esélyeit a nyerésre.

## Hétköznapi életben gyakran előforduló példák
Néhány példa gyakran fordul elő az életben. Erre példák az alábbiak:
- Bank: az embereknek azt mondják, hogy a bank csődbe juthat hamarosan. Ennek eredményeként rohannak a bankba, hogy visszaszerezzék a pénzüket. Ha ez elég nagy mennyiségben történik, a bank csődbe megy. Ennek egy eklatáns példája a híres Postabank-ügy.
- Gazdasági recesszió: az embereknek azt mondják, hogy a gazdaság teljesítménye hamarosan zuhanni kezd, ezért spórolni kezdenek, hogy felkészüljenek az esetleges munkanélküliségre. Ez azonban oda vezet, hogy csökken a fogyasztás, ami által létrejön a megjósolt recesszió.